# Raúl Ruidíaz
Raúl Ruidíaz (Villa María del Triunfo, 22 de julho de 1990) é um futebolista peruano que atua como atacante. Atualmente joga no Atlético Grau.

## Carreira

### Início no Universitario
Ruidíaz cresceu no distrito de Villa María del Triunfo, no subúrbio de Lima. Deu seus primeiros passos no futebol com o clube Universitario, clube o qual retornou algumas vezes.
Em janeiro de 2008, o jogador foi promovido para a equipe profissional e imediatamente emprestado ao América Cochahuayco, equipe filial do clube dirigida pelo técnico Héctor Chumpitaz, histórico jogador da seleção peruana na Copa de 1982. Seu primeiro gol profissional foi contra Hijos de Acosvinchos. Após a chegada de Jorge Gonzáles, ele começou a jogar como um atacante.
Ruidíaz fez sua estréia profissional na primeira divisão do Campeonato Peruano em 4 de outubro de 2009 contra o Total Chalaco no Monumental, com apenas 19 anos. O treinador na época, Juan Reynoso, decidiu incorporá-lo desde o início da partida, que terminou 2-1 a favor do Universitario. Ele terminou a temporada marcando três gols em sete jogos no Campeonato Peruano de 2009 e também ganhou o seu primeiro título nacional com o Universitario neste ano. Ruidíaz foi muitas vezes chamado de "pequeno Messi" em seu país de origem, principalmente por causa de sua capacidade de driblar um jogador no mano-a-mano, bem como suas habilidades técnicas. Ruidíaz foi listado entre os maiores talentos de futebol sul-americano pelo jornal O Globo em 2010.

### Universidad de Chile
Em 20 de janeiro de 2012, Ruidíaz foi apontado como novo jogador do clube Universidad de Chile. No dia 15 de julho, Ruidíaz e a La U chegaram a um acordo para liberá-lo.

### Coritiba
Em 8 de setembro de 2012, acertou com o Coritiba. Fez sua estreia na partida contra o Flamengo, entrou no final do jogo que terminou 3 a 0 para o Coritiba. Atuou em apenas 7 partidas pela equipe no Campeonato Brasileiro de 2012, acumulando poucos jogos no Campeonato Paranaense de 2013. Não marcou nenhum gol pela equipe.

### Empréstimo ao Universitario
Pouco aproveitado no Coritiba, foi emprestado ao Universitario em 21 de março de 2013, até o fim da temporada de 2012-13

## Seleção Nacional
Ruidíaz estreou pelo Peru na Copa América de 2011.

### Polêmica na Copa América Centenário
O jogador se envolveu em uma polêmica ao marcar o gol que eliminou o Brasil da Copa América Centenário, em 2016, com a mão em 12 de junho de 2016.

## Títulos
Universitario
- Torneo Descentralizado: 2009, 2013
- Copa Crema: 2011

Universidad de Chile
- Torneo de Apertura: 2012

Seattle Sounders
- Liga dos Campeões da CONCACAF: 2022